# Estadio Olímpico Félix Sánchez
El Estadio Olímpico Félix Sánchez es un estadio multiusos al aire libre en Santo Domingo, República Dominicana. Inaugurado en 1974 para los XII Juegos Centroamericanos y del Caribe y renovado para los Juegos Panamericanos de 2003, es el estadio más grande de la República Dominicana utilizado principalmente para el fútbol, atletismo y conciertos. El estadio tiene capacidad para eventos deportivos de 27,000 personas, aunque ha visto multitudes de 35,000. Para conciertos, su capacidad declarada es de 50,000 personas.
Antiguamente era conocido como Estadio Olímpico Juan Pablo Duarte, por el complejo deportivo donde se ubica Centro Olímpico Juan Pablo Duarte, sin embargo en 2005 lleva el nombre del atleta de 400 metros vallas Félix Sánchez luego de ganar la medalla de oro en los Juegos Olímpicos de Verano de 2004 en Atenas.
Sirve como sede de los equipos de fútbol Bauger FC, Club Atlético Pantoja, Club Barcelona Atlético y Universidad O&M FC, y es uno de los dos estadios que sirve como sede de la Selección de fútbol de la República Dominicana.

## Historia
En febrero de 1966 se inició la construcción del complejo olímpico Juan Pablo Duarte para albergar los XII Juegos Centroamericanos y del Caribe. Concluido en febrero de 1974, el estadio fue inaugurado con el nombre de Estadio Olímpico Juan Pablo Duarte en honor al padre fundador. Tenía una capacidad para 22,000 personas. Se construyó durante el gobierno del doctor Joaquín Balaguer, específicamente en su primer período de los Doce Años (1966-1978). La obra se realizó como parte del plan maestro del Centro Olímpico diseñado por el estado dominicano, bajo la visión del ingeniero Juan Ulises García Saleta "Wiche", quien lideró el conjunto de infraestructuras deportivas. El estadio fue sede de las pruebas de atletismo de los XII Juegos Centroamericanos y del Caribe entre el 27 de febrero y el 13 de marzo de 1974.

Entre las décadas de 1980 y 1990, el estadio sirvió para varios eventos, incluidos conciertos y celebraciones religiosas. El estadio sirvió como sede de la primera edición del Festival de Música Latina patrocinado por la Cerveza Presidente, Festival Presidente de la Música Latina. El festival de música fue un éxito comercial e invitó a varias estrellas del pop internacional. El festival de música regresó en 1998, 1999, 2001, 2003, 2005, 2010, 2014 y 2017.
Fue renovado para los Juegos Panamericanos de 2003 para albergar las pruebas de atletismo y las ceremonias de apertura y clausura. Estaba dotado de 24,000 butacas fijas y zonas para invitados especiales, prensa, camerinos y cafetería. Fue inaugurado el 23 de julio de 2003 por el expresidente de la República Dominicana Hipólito Mejía y la remodelación costó más de $6 millones de USD. En agosto de 2004, el estadio acogió un partido amistoso entre la selección de fútbol de Brasil y la selección de fútbol de Haití y contó con la participación de las estrellas del fútbol Ronaldo y Ronaldinho. En mayo de 2005, el nombre del estadio se cambió oficialmente a Estadio Olímpico Félix Sánchez en honor al atleta de 400 metros vallas Félix Sánchez por ganar una medalla de oro en los Juegos Olímpicos de Verano de 2004 en Atenas. En 2012, ganó otra medalla en la misma categoría en los Juegos Olímpicos de Verano de 2012 en Londres.
Durante las décadas de 2000 y 2010, varios artistas pop internacionales realizaron conciertos en el estadio, incluidos Shakira, Coldplay, Daddy Yankee, Juan Luis Guerra, Luis Miguel, Ricardo Arjona, Maroon 5 y Britney Spears.
Fue sede de la Copa Mundial Femenina de Fútbol Sub-17 de 2024.

## Eventos
- XII Juegos Centroamericanos y del Caribe (1974)
- Juan Luis Guerra, Visa Para Un Sueño (1990)
- Luis Miguel, Aries Tour (1994)
- Juan Luis Guerra, Forgarate Tour (1995)
- Festival Presidente de la Música Latina (1997)
- Festival Presidente de la Música Latina (1998)
- Festival Presidente de la Música Latina (1999)
- Festival Presidente de la Música Latina (2001)
- Festival Presidente de la Música Latina (2003)
- Juegos Panamericanos de 2003
- Festival Presidente de la Música Latina (2005)
- Juan Luis Guerra, 20 Años Tour (2005)
- Shakira, Oral Fixation Tour (2006)
- Ricardo Arjona y Wisin & Yandel, El Concierto Claro (2007)
- Luis Miguel, Gira Cómplices (2008)
- Marcela Gándara, Más que un Anehlo Tour (2008)
- Juan Luis Guerra, La Travesía Tour (2009)
- Tiësto (2009)
- Ricardo Arjona, 5to Piso Tour (2009)
- Daddy Yankee, Don Omar, Gilberto Santa Rosa, Ilegales y Hector Acosta, Idolos Latinos (2009)
- Jonas Brothers, Jonas Brothers World Tour 2009
- The Killers, Day & Age World Tour (2009)
- Crystal Lewis, Funky, Gadiel Espinoza y Nancy Amancio, Megafest Cristiano (2009)
- Aventura, The Last Tour (2010)
- Festival Presidente de la Música Latina (2010)
- Maroon 5 (2010)
- Shakira, The Sun Comes Out World Tour (2011)
- Enrique Iglesias y Tito El Bambino, Cierre del Verano Presidente 2011
- Britney Spears, Femme Fatale Tour (2011)
- Marcela Gándara y Jesús Adrián Romero, El brillo de mis ojos (2011)
- Juan Luis Guerra, A son de Guerra Tour (2012)
- Wisin & Yandel y Prince Royce, Verano Presidente (2012)
- Romeo Santos, The King Stays King Tour (2012)
- Justin Bieber, Believe Tour (2013)
- Jesús Adrián Romero (2013)
- Festival Presidente de la Música Latina 2014
- Romeo Santos, Formula, Vol. 2 Tour (2014)
- Festival Presidente de la Música Latina 2017
- Daddy Yankee, Tamo en Vivo Tour (2017)
- Barbarella 2018
- Romeo Santos, Golden Tour (2018)
- Luis Miguel, Gira México por siempre (2019)
- Ozuna, Nibiru World Tour (2020)
- Aventura, Inmortal Stadium Tour (2021)
- Coldplay, Music Of The Spheres World Tour (2022)
- El Alfa, La Leyenda Del Dembow Tour (2022)
- Marc Anthony, Viviendo tour (2022)
- Bad Bunny, World's Hottest Tour (2022)
- Daddy Yankee, La Última Vuelta World Tour (2022)
- Monster Jam (2022)
- Luis Miguel, Luis Miguel Tour 2023–24 (2024)
- Juan Luis Guerra, Entre Mar y Palmeras Tour (2024)
- Copa Mundial Femenina de Fútbol Sub-17 de 2024
- Aventura, Cerrando Ciclos Tour (2024-25)
- Shakira, Las mujeres ya no lloran World Tour (2025)
- Barbarella (2025)
- Bad Bunny, Debí Tirar Más Fotos World Tour (2025)
- XXV Juegos Centroamericanos y del Caribe (2026)